# Phomopsis iridis
Phomopsis iridis är en svampart som först beskrevs av Mordecai Cubitt Cooke, och fick sitt nu gällande namn av D. Hawksw. & Punith. 1975. Phomopsis iridis ingår i släktet Phomopsis och familjen Diaporthaceae.   Inga underarter finns listade i Catalogue of Life.